# Ambérieu-en-Bugey
Ambérieu-en-Bugey je francouzské město v departementu Ain, v regionu Auvergne-Rhône-Alpes v jihovýchodní Francii.

## Geografie
Sousední obce: Douvres, Bettant, Château-Gaillard a Saint-Denis-en-Bugey.
Obcí protéká říčka Albarine.

## Populace
Graf demografického vývoje v Ambérieu-en-Bugey

## Osobnosti obce
- Claude Victor de Boissieu (1784 - 1868), botanik

## Partnerská města
- Mering, Bavorsko, Německo